# Jan Kukal
Jan Kukal (ur. 13 września 1942 w Pradze) – czeski tenisista, trener, reprezentant w Pucharze Davisa.
Praworęczny zawodnik, znany był głównie z potężnego serwisu, grał skutecznie przy siatce. Był mistrzem Czechosłowacji w grze pojedynczej (1969) oraz międzynarodowym mistrzem Czechosłowacji w deblu (1971, 1973) i w mikście (1971). Dobrą parę deblową tworzył z Janem Kodešem, osiągając w 1972 półfinał French Open, a rok później ćwierćfinał Wimbledonu. W erze „open” wygrał jeden turniej deblowy (Des Moines 1973) i był w trzech finałach (1971 Katania, 1972 Canadian Open, 1973 Salt Lake City).
Wielokrotnie partnerował Kodešowi również w meczach Pucharu Davisa. Kukal występował w reprezentacji daviscupowej w latach 1968–1973 (w 1971 półfinał międzystrefowy). Był również regularnym członkiem reprezentacji w halowym Pucharze Króla i miał udział w zdobyciu tego trofeum w 1969.
Z wykształcenia inżynier rolnictwa, karierę zawodniczą zakończył w 1973. Został uhonorowany tytułem zasłużonego mistrza sportu w Czechosłowacji. Pracował jako trener tenisa, w latach 2000–2002 był kapitanem reprezentacji Czech w Pucharze Davisa.